# Grogu
Din Grogu, también conocido como Bebé Yoda o Baby Yoda por los seguidores y los medios de comunicación, es un personaje ficticio de la serie de televisión original The Mandalorian, parte de la franquicia Star Wars y emitida en Disney+. Es miembro de la misma especie que Yoda y de Yaddle, con quienes comparte una fuerte habilidad en la Fuerza. En la serie, el protagonista conocido como "El Mandaloriano" es contratado para rastrear y capturar a Grogu para un remanente del caído Imperio Galáctico, pero en cambio, se convierte en su padre adoptivo y lo protege de los imperiales. El nombre real del personaje no fue revelado hasta el capítulo 13, titulado "El Jedi", que también explica que Grogu se crio en el Templo Jedi en Coruscant durante las Guerras Clon. Antes de esto, el nombre oficial del personaje, como se usa en los subtítulos y leyendas, era "El Niño".
Grogu fue bien recibido por el público y rápidamente se convirtió en un meme de Internet y un personaje innovador. En 2022 protagonizó el cortometraje Zen - Grogu y los Hollines, dirigido por Katsuya Kondo y producido en colaboración por Studio Ghibli y Lucasfilm.

## Concepción y creación
Grogu es miembro de la misma especie alienígena que el maestro jedi Yoda, un personaje popular de películas anteriores de Star Wars, pero no es una versión más joven del propio Yoda. El personaje fue concebido por el creador de la serie The Mandalorian Jon Favreau, con el deseo de explorar el misterio en torno a Yoda y su especie. El personaje se desarrolló a partir de conversaciones tempranas entre Favreau y Dave Filoni en el verano del año 2017, poco después de que Favreau le presentara la idea del programa a Kathleen Kennedy y ella lo pusiera en contacto con Filoni. Cuando los dos hombres se conocieron, Filoni comenzó a dibujar garabatos en servilletas, y el concepto visual para Grogu fue desarrollado por varios artistas, de los cuales la versión de Christian Alzmann fue fundamental.
Grogu se filma principalmente utilizando animatrónica y títeres, aunque acentuado con imágenes generadas por computadora (CGI). El títere está controlado por dos técnicos, uno que opera los ojos y la boca y otro que controla otras expresiones faciales. Los productores ejecutivos Favreau y Filoni inicialmente no estaban seguros de si confiar más en el CGI o efectos prácticos para representar al personaje, pero el cineasta alemán Werner Herzog (que tiene un papel en pantalla como "el cliente" en la serie) los convenció de usar más títeres, llamándolos "cobardes" por no comprometerse completamente con los efectos prácticos. Favreau dijo: «suele ser un títere. Cuando se crea con CGI tratamos de hacer que obedezca las mismas leyes físicas que obedecería si fuera un títere. Muchas veces el CGI es demasiado obvio hasta el punto en que no creas los parámetros de manera creativa como para mantener la misma identidad y encanto».

## Apariciones

### Trasfondo
Miembro de la misma especie que el personaje de Star Wars, Yoda,tiene 50 años durante los eventos de The Mandalorian, pero todavía parece ser un bebé debido al ritmo al que madura esa especie. A la especie nunca se le ha dado un nombre propio porque el creador de Star Wars, George Lucas, quería que Yoda mantuviera un sentido de misterio. Hasta el Capítulo 13 (es decir, el episodio 5 de la temporada 2) de The Mandalorian, Grogu no fue identificado por un nombre propio, siendo referido por personajes simpatizantes como "el niño" o "el bebé", y por los antagonistas como "el activo", "la recompensa", "el destino", o "el donante".

### Primera temporada
En el primer episodio de la serie, el cazarrecompensas mandaloriano titular (Pedro Pascal) acepta una valiosa comisión del Cliente (Werner Herzog), un misterioso funcionario imperial, para localizar y capturar a un objetivo no identificado de cincuenta años. Al infiltrarse en un campamento remoto y fuertemente defendido, el Mandaloriano adquiere el objetivo, que parece ser un niño de la misma especie que Yoda. El Mandaloriano destruye al droide cazador de recompensas IG-11 (Taika Waititi), quien intenta matar al bebé según sus órdenes de recompensa. En el capítulo 2, titulado El niño, el Mandaloriano es atacado por una criatura parecida a un rinoceronte, llamada Mudhorn. Cuando la bestia corre hacia el Mandaloriano para matarlo, el Niño usa la Fuerza para hacerla levitar, permitiendo que el Mandaloriano, sorprendido, la mate. El Mandaloriano entrega el Niño al Cliente en Nevarro y recoge su recompensa en el capítulo 3, El pecado. El Mandaloriano es rechazado cuando inusualmente pregunta sobre los planes del Cliente para el Niño. Acepta un nuevo trabajo del líder del gremio del cazarrecompensas, Greef Karga (Carl Weathers), pero en cambio regresa para infiltrarse en la base del Cliente y recuperar al Niño, que está siendo estudiado por el Dr. Pershing (Omid Abtahi). El Mandaloriano es emboscado por los cazarrecompensas del gremio y Karga, pero puede escapar con el Niño cuando otros Mandalorianos de la tribu inesperadamente salen en su defensa.
En el capítulo 4, titulado Santuario, el Mandaloriano planea dejar su carga al cuidado de amables aldeanos locales en el planeta escasamente poblado Sorgan, pero cuando llega otro cazarrecompensas para reclamar al Niño, el Mandaloriano se da cuenta de que la aldea no estará segura y se va con él. Posteriormente, el Mandaloriano salva al Niño del aspirante a cazarrecompensas Toro Calican (Jake Cannavale) en el capítulo 5, "The Gunslinger", y del piloto droide Zero (Richard Ayoade) en capítulo 6, "The Prisoner".
En el capítulo 7, titulado El ajuste de cuentas, Karga le pide ayuda al Mandaloriano para liberar a Nevarro de los refuerzos imperiales a cambio de liberar la recompensa del Mandaloriano y el Niño. El Mandaloriano recluta a Cara Dune (Gina Carano), una exsoldado de choque rebelde, Kuiil (Nick Nolte), un Ugnaught agricultor y mecánico que anteriormente lo ayudó, e IG-11, que ha sido reparado y reprogramado por Kuiil. Cuando Cara y el Mandaloriano compiten para ver quién es más fuerte, el Niño confunde a Cara con un enemigo y comienza a estrangularla con la Fuerza, pero el Mandaloriano lo detiene. Greef está herido y el Niño lo cura usando la Fuerza, por lo que Greef revela que estaba planeando traicionarlos hasta que el Niño lo sanara. El Mandaloriano envía a Kuiil de regreso a su nave con el Niño, mientras él, Cara y Greef se dirigen a la ciudad para matar al Cliente. Kuiil es asesinado por los soldados de asalto, que toman al Niño para Moff Gideon (Giancarlo Esposito), un antiguo oficial del Imperio. En el capítulo 8, titulado Redención, IG-11 rescata al Niño de los soldados, y luego llega para encontrar a la tripulación del Mandaloriano asediada por Gideon y sus soldados de asalto. El Niño usa la Fuerza para desviar el lanzallamas de un soldado de asalto que lo ataca, y el grupo escapa con el Niño a través de una rejilla del alcantarillado, buscando ayuda de los Mandalorianos ocultos. La Herrera (Emily Swallow) le ordena al Mandaloriano que cuide al Niño como si fuera suyo, que descubra sus orígenes y lo devuelva a su especie. Escapándose de Gideon y sus soldados restantes, el Mandaloriano deja el planeta con el Niño. 

### Segunda temporada
Grogu acompaña al mandaloriano durante su búsqueda de otros mandalorianos que puedan ayudarlo a encontrar a la gente del niño: los Jedi. En el "Capítulo 9: El comisario", la pareja regresa a Tatooine y conoce a Cobb Vanth (Timothy Olyphant), el mariscal de Mos Pelgo, que no es un verdadero mandaloriano pero viste una armadura mandaloriana. El Mandaloriano ayuda a Vanth a matar a un dragón krayt que había estado atacando a Mos Pelgo a cambio de su armadura, en el camino organiza una alianza incómoda entre la gente del pueblo y una tribu de Tusken Raider , y desarrolla un profundo respeto por Vanth, hasta el punto de confiar en él. para cuidar de Grogu, en caso de que muera durante su intento de matar al dragón. En "Capítulo 10: El Pasajero", el Mandaloriano y Grogu parten hacia Trask, donde deben tomar un contacto, "Frog Lady" (Misty Rosas, con la voz de Dee Bradley Baker), y sus huevos a cambio de una pista sobre otros mandalorianos. Durante su viaje, a Grogu le gustan los huevos y se come algunos de ellos a pesar de que el Mandaloriano se lo prohíbe explícitamente. justo cuando el resto del enjambre eclosiona. Finalmente, dos pilotos de Ala-X (Dave Filoni y Paul Sun-Hyung Lee) de la Nueva República los salvan del enjambre. En "Capítulo 11: La heredera", el grupo llega a Trask y después de llevarle a Frog Lady y sus huevos restantes a su esposo, el Mandaloriano y Grogu se encuentran con Bo-Katan Kryze (Katee Sackhoff) y otros dos guerreros mandalorianos, quienes los salvan de una tripulación de Quarrens que intentó mata a los dos y roba la armadura del Mandaloriano. Mientras el Mandaloriano acompaña al equipo de Bo-Katan en una misión a cambio de una pista sobre Jedi, Grogu se queda con la familia Rana, tiempo durante el cual los huevos eclosionan y Grogu se une con el renacuajos recién nacidos .
En el "Capítulo 12: El asedio", El Mandaloriano y Grogu regresan a Nevarro para reparar el Razor Crest, y se reúnen con Greef Karga y Cara Dune, quienes desde entonces han cambiado el planeta. Mientras El Mandaloriano va con Greef, Cara y su compañero Mythrol (Horatio Sanz) para destruir la última base imperial en Nevarro a cambio de dichas reparaciones, Grogu se queda en una escuela local, donde usa la Fuerza para robarle unas galletas a un niño. Este episodio también proporciona una pista sobre cuáles son los planes del Imperio con Grogu; mientras exploran la base imperial, el Mandaloriano y los demás se topan con experimentos de clonación realizados por científicos imperiales, que involucran la sangre de Grogu, parte de la cual ya ha sido transfundida a los clones para supuestamente darles sensibilidad a la Fuerza.
En el "Capítulo 13: El Jedi", el Mandaloriano lleva a Grogu a la ex Jedi Ahsoka Tano (Rosario Dawson) en Corvus, quien se comunica con él a través de la Fuerza, aprendiendo su nombre y que es un joven ex Jedi que fue rescatado del Templo Jedi en Coruscant durante la Gran Purga Jedi y oculto por su propia seguridad, razón por la cual suprime sus poderes de la Fuerza. Si bien Ahsoka es reacia a entrenar a Grogu debido a su fuerte apego al Mandaloriano, le dice a este último que lo lleve al Templo Jedi en Tython, donde Grogu podría comunicarse con otro Jedi a través de la Fuerza y elegir su propio destino.
En el "Capítulo 14: La Tragedia", el Mandaloriano lleva a Grogu a dicho templo, donde comienza a meditar, creando un campo de Fuerza protector a su alrededor. El remanente imperial de Moff Gideon, después de rastrear al Mandaloriano, pronto ataca en un intento de capturar a Grogu, quien continúa su meditación mientras está protegido por el Mandaloriano y el recién llegado Boba Fett (Temuera Morrison) y Fennec Shand (Ming-Na Wen), quien hizo un trato con el primero para proteger a Grogu a cambio de la armadura de Fett (que el Mandaloriano obtuvo de Cobb Vanth). A pesar de sus mejores esfuerzos, Grogu es capturado por las tropas oscuras de Gideon y llevado a su crucero, donde es encarcelado dentro de una celda de detención. Más tarde, Gideon ve a Grogu usando sus poderes de la Fuerza en dos soldados de asalto que lanza alrededor de la celda, antes de aturdirlo y prepararse para llevarlo al Dr. Pershing para completar la transfusión de sangre.
En el "Capítulo 16: El rescate", el mandaloriano aborda la nave de Gideon para rescatar a Grogu, asistido por Cara, Fett, Fennec, Bo-Katan y Koska Reeves (Mercedes Varnado). Mientras Fett proporciona cobertura del Esclavo I y los demás toman el control del puente del barco, el Mandaloriano confronta y derrota a Gideon. Con Gideon capturado y Grogu bajo su custodia, el mandaloriano y sus aliados tienen su ruta de escape cortada por un pelotón de droides Dark Trooper hasta que Luke Skywalker (Mark Hamill) llega con R2-D2 y destruye a las tropas oscuras. Cuando Luke se ofrece a criar y entrenar a Grogu, el Mandaloriano, al darse cuenta de que el destino del niño es convertirse en Jedi, le permite a regañadientes ir con Luke. Durante una emotiva despedida, El Mandaloriano se quita el casco para que Grogu vea su rostro por primera vez y promete volver a verlo.

### El Libro de Boba Fett
Grogu aparece en el sexto episodio, "Capítulo 6: Del desierto viene un extraño", de la serie derivada El libro de Boba Fett. Mientras entrena con Luke, ayuda a Grogu a recordar parte de su pasado, incluido su hogar en el Templo Jedi en Coruscant y los eventos de la Gran Purga Jedi. El Mandaloriano viene a visitar a Grogu, pero decide no hacerlo después de hablar con Ahsoka Tano, no queriendo entorpecer su entrenamiento; sin embargo, le da a Ahsoka un regalo para que se lo entregue a Grogu: una cota de malla beskar forjada por el Armero. Ahsoka le da la cota de malla a Luke, quien confiesa que no está seguro de si Grogu está completamente comprometido con el camino Jedi y que no sabe cómo manejar el asunto. Siguiendo el consejo de Ahsoka de escuchar sus instintos, Luke decide dejar que Grogu elija su propio destino pidiéndole que elija entre la cota de malla y el sable de luz de su antiguo maestro, Yoda.
En el séptimo y último episodio, titulado "Capítulo 7: En nombre del honor", Grogu aterriza en el hangar de la mecánica Peli Motto en Tatooine con R2-D2 en el caza estelar X-wing de Luke, donde se revela que Grogu eligió la cota de malla beskar por sobre el sable de luz de Yoda, dando a entender que este eligió el camino de un mandaloriano expósito. Motto luego lo lleva a Mos Espa, donde se reúne con el Mandaloriano. Él y Motto ayudan al Mandaloriano, Boba Fett y las fuerzas de Fett a derrotar al Sindicato Pyke. Sin embargo, Cad Bane ahuyenta el rencor de Fett, que se desata en Mos Espa. Grogu usa la Fuerza para poner a dormir al rancor, evitando que cause más daño. Posteriormente, Grogu y el Mandaloriano vuelan juntos desde Tatooine, en el nuevo caza estelar Naboo N-1 del Mandaloriano.

### Tercera temporada
Grogu acompaña al Mandaloriano en sus viajes mientras intenta expiar la ruptura del Credo quitándose el casco. En el "Capítulo 17: El Apóstata", el Mandaloriano ha reparado parcialmente a IG-11 como posible compañero, pero IG-11 vuelve a su programación original por defecto e intenta matar a Grogu antes de ser destruido una vez más. En el "Capítulo 18: Las minas de Mandalore", Pelli Motto le vende el droide R5-D4 al Mandaloriano y los tres viajan a Mandalore. Cuando el mandaloriano es capturado por un cyborg en las minas, Grogu vuela con R5 en la N-1 a Kalevala para buscar a Bo-Katan y rescatar al mandaloriano capturado. Después del rescate, Bo-Katan lleva a Grogu y al Mandaloriano a las Aguas Vivientes y Grogu es testigo de cómo el Mandaloriano se baña. En el "Capítulo 19: El converso", el trío es atacado por cazas estelares imperiales en Kalevala, lo que los obliga a huir al converso del Mandaloriano, donde Grogu es testigo de la redención del Mandaloriano y la inducción de Bo-Katan.
En el "Capítulo 20: The Foundling", Grogu entrena con su compañero expósito Ragnar Vizsla (Wesley Kimmel) hasta que Ragnar es capturado por un gran Raptor alado. Mientras que el Mandaloriano, Bo-Katan y el padre de Ragnar, Paz (Jon Favreau), se van para rescatarlo, Grogu se une a la Armera en la Forja, donde le enseña la cultura mandaloriana y le forja un beskar rondel. La Forja desencadena más recuerdos de Grogu sobre la Gran Purga Jedi, revelando que escapó de Coruscant con la ayuda del Maestro Jedi Kelleran Beq (Ahmed Best) y miembros simpatizantes de las Fuerzas Armadas de Naboo.
En "Capítulo 21: El pirata" y "Capítulo 22: Soldados a sueldo", Grogu acompaña a Bo-Katan y al Mandaloriano reuniendo a sus respectivas tribus. En el "Capítulo 23: Los espías", Grogu recibe un mecha de tamaño humano hecho con los restos de IG-11, que usa tanto para caminar como para hablar, aunque solo puede usar las palabras "Sí" y "No". Cuando estalla una pelea entre dos mandalorianos de diferentes tribus mientras cruzan la superficie en ruinas de Mandalore, Grogu interviene para calmar las tensiones y restaurar la paz.
En el "Capítulo 24: El Regreso", Grogu salva al Mandaloriano después de que es capturado y lo ayuda a abrirse camino a través de la base de Moff Gideon en Mandalore. Grogu se enfrenta a tres guardias pretorianos, que destruyen su traje IG-12; usa la Fuerza para derrotar a los guardias y al Moff Gideon, y luego para protegerse a sí mismo, al Mandaloriano y a Bo-Katan de una explosión de fuego. Una vez que se recupera Mandalore, el mandaloriano adopta a Grogu como su hijo y aprendiz, y se le da el nombre de Din Grogu. La pareja deja Mandalore para que Din Grogu pueda completar su aprendizaje.

## Recepción e impacto

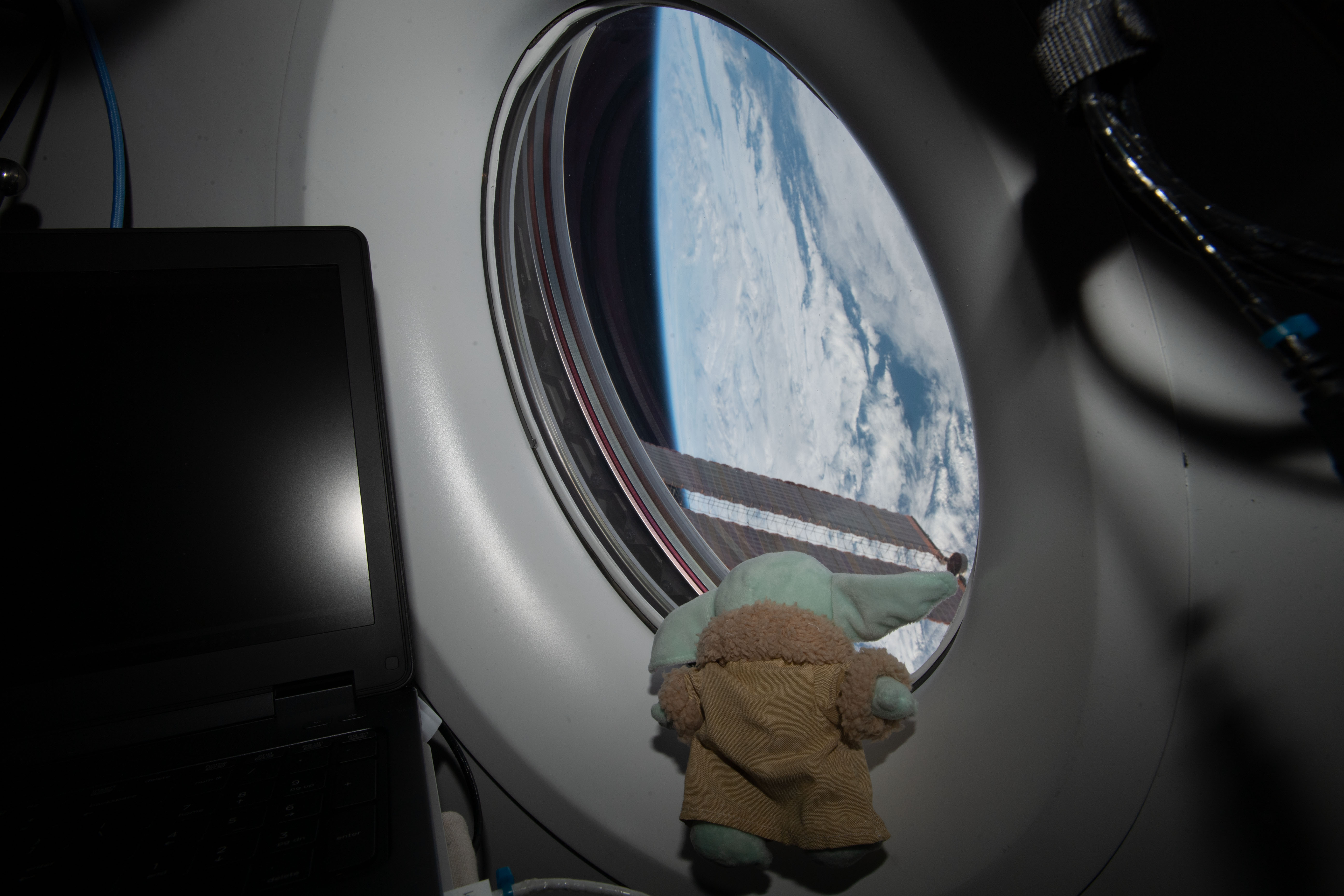
Peluche de Grogu en el interior de la cápsula Crew Dragon Resilience durante la misión SpaceX Crew-1.

Grogu fue bien recibido por los fanáticos, y pronto se convirtió en un popular meme de Internet. y en un gran personaje. Favreau dijo que aunque el personaje no es Yoda, el apodo Bebé Yoda ha sido adoptado "porque no hay nombre para la especie de Yoda", y porque "es la forma más fácil y corta de identificar al personaje". The Guardian llamó al Bebé Yoda "el nuevo personaje más grande de 2019", y muchos lo han descrito como una parte clave en el éxito de Disney+. Business Insider consideró "el rápido ascenso del Bebé Yoda al estrellato del meme" como un indicativo del éxito del servicio de Disney+.
En diciembre de 2019, el director ejecutivo de Walt Disney Company, Bob Iger, apareció en una imagen con el Bebé Yoda, y fue incluido en el artículo de la revista Time como empresario del año. El personaje también fue parodiado en el episodio de South Park de diciembre del año 2019 Basic Cable, y en el episodio del 14 de diciembre de 2019 de Saturday Night Live, en el que Kyle Mooney interpretó al Niño (llamado en el episodio «Bebé Yoda») en el segmento Weekend Update. En la 77.ª entrega de los Premios Globo de Oro, el anfitrión Ricky Gervais confundió en broma al actor Joe Pesci con el Bebé Yoda.

## Comercialización
La existencia de Grogu se mantuvo en secreto, evitándose deliberadamente la comercialización de artículos promocionales de él dentro de la línea de productos de El mandaloriano debido al riesgo de que los detalles sobre el personaje pudieran filtrarse antes de que se emitiera la serie. Favreau ha acreditado al actor Donald Glover como la fuente de esa estrategia; mientras desarrollaba The Mandalorian, Favreau dirigía simultáneamente a Glover en la nueva versión fotorrealista de El rey león. Glover le dijo a Favreau que lo que a la gente realmente le gusta es sorprenderse, porque la verdadera sorpresa es muy rara hoy en día, y citó el lanzamiento en línea sorpresa de Beyoncé en 2013 de su álbum homónimo Beyoncé, como ejemplo. Como Favreau explicó más tarde: «sentí que si realmente queríamos conectar con los aficionados de Star Wars, teníamos que dejar que descubrieran la historia a medida que se desarrollaba. El equipo de mercadotecnia y la dirección apoyaron mi idea, y creo que valió mucho la pena porque ahora la gente está deseando ver el episodio de la semana para ver qué sucede». En The Star Wars Show, Bob Iger dijo que «si hubiéramos mostrado el diseño [antes de que se emitiera la serie], habría salido y lo habrían visto cientos y cientos de personas, probablemente en todo el mundo, y por eso no lo hicimos». Iger reiteró que Disney es una compañía de primera historia que "nunca se propuso contar una historia simplemente porque puede convertirse en un juguete o un juego o un producto de consumo de algún tipo".
Debido a la escasez de mercancías con licencia del Niño, muchos productos sin licencia fueron creados y vendidos a través de Internet. Se esperaba que la mercancía oficial relacionada con el personaje se lance en el año 2020. Los dos primeros artículos son un Funko POP! de 10 pulgadas figurita y una felpa de 11 pulgadas de Mattel. En diciembre de 2019, el videojuego de Electronic Arts Los Sims 4 agregó la "Estatua del Niño" como decoración que se puede comprar. EA actualmente posee los derechos de los videojuegos de Star Wars.